# Patrick Collard
Pour les articles homonymes, voir Collard.
Patrick Collard, né le 25 novembre 1953, est un dirigeant de groupe de presse français. Son dernier poste connu en octobre 2012 est directeur général délégué du groupe Radio France.

## Formation
Patrick Collard est ancien élève  du CPA Lyon (groupe EM LYON), obtenu en 1984.

## Parcours professionnel
Ancien directeur général délégué de Télérama entre 1998 et 2005. 
Entre 2005 et 2006, il fut PDG de Publicat.
Directeur général délégué de la Société éditrice du Monde de 2005 à 2008, parallèlement président du Monde Publicité et président-directeur général du Monde Imprimerie de 2006 à 2008.
En septembre 2008, il devient directeur général délégué du groupe La Dépêche du Midi.
En juin 2009, il devient directeur général délégué de Radio France. Il démissionne de ce poste le 3 septembre 2012.
En mai 2013 il devient membre du comité exécutif du groupe ADP -  Directeur de Cabinet d’Augustin de Romanet, PDG d’ADP puis directeur délégué à la présidence avril 2018, il devient directeur général de Ravinala Aéroports, le concessionnaire de l'aéroport d'Antananarivo à Madagascar. Il quitte Madagascar en août 2021 et rejoint le groupe ADP en France.